# حزب النداء الأردني
حزب النداء هو حزب سياسي أردني تأسس في 13 يوليو/تموز عام 2016، واتخذ مقرًا له في مدينة عمّان، قبل أن يتمّ حله في عام 2023.

## قيادات للحزب
شغل عبد المجيد مبروك يوسف ابو خالد منصب الأمين العام لحزب النداء الأردني منذ تأسيسه في عام 2016 وحتى عام 2018 حين انتخب كمال المحيسن خلفًا له، والذي شغل منصب الأمين العام للحزب حتى تمّ حلّ الحزب في عام 2023، وفي ديسمبر/كانون الأول عام 2018 انتخبت الأمانة العامة لحزب النداء الأردني النائب السابق في مجلس النواب الأردني أمجد المسلماني رئيساً للحزب.

## لمحة تاريخية
تأسس حزب النداء الأردني في 13 يوليو/تموز عام 2016 وعقد مؤتمره الأول في 30 سبتمبر/أيلول عام 2016، وانضم بعد تأسيسه إلى إئتلاف الأحزاب الوسطية الأردنية قبل أن يُعلن انسحابه من الائتلاف في يناير/كانون الثاني من عام 2018. وكان آخر مؤتمر عقده حزب النداء الأردني في 20 سبتمبر/أيلول عام 2019.

## حل الحزب
في مايو/أيار عام 2023 اعتُبر حزب النداء الأردني حزبًا مُنحلًّا بعدما استبعده مجلس مفوضي الهيئة المستقلة للانتخاب في الأردن بسبب عدم تمكنه من استيفاء بعض الشروط التي نصّ عليها قانون الأحزاب الأردني رقم (7) والصادر في عام 2022. كانت الحكومة الأردنية قد أقرت في العام السابق قانونًا لتنظيم تأسيس الأحزاب السياسية في الأردن، وكانت مواد هذا القانون تشترط أن تُحقّق الأحزاب السياسية مجموعة من المعايير لكي تتم الموافقة على تأسيسها وتُصبح أحزابًا مُعترف بها رسميًا ويحق لها المُشاركة في الانتخابات البرلمانية الأردنية. كان من بين هذه الشروط أن ينضمّ للحزب في وقت إعلان تأسيسه ما لا يقلّ عن 1000 عضو في ستة مُحافظات أردنية مُختلفة، بحيث لا تقل نسبة النساء عن 20 بالمائة من أعضاء الحزب ولا تقل نسبة الشباب عن 20 بالمائة من الأعضاء.
أمهلت الهيئة المُستقلة للانتخاب الأحزاب التي لا تُحقّق بعض أو كل اشتراطات قانون الأحزاب حتى مايو/أيار في العام التالي لكي تتمكّن من توفيق أوضاعها، بينما اعتبرت الأحزاب التي لم تتمكّن من ذلك بعد انقضاء المُهلة المُحددة أحزابًا منحلة، وبناءًا على ذلك تم حل 19 حزبًا سياسيًّا، وكان حزب النداء الأردني واحدًا من هذه الأحزاب.